# يوسكي كورودا
يوسكي كورودا (黒田洋介 كورودا يوسكي) هو مؤلف أنمي ياباني ولد في 29 مارس 1968م في محافظة ميه.

## أعماله في الأنمي

### مسلسلات أنمي تلفزيونية
- إكسل ساغا (تأليف الحبكة)
- ريفايوس اللامتناهية (تأليف الحبكة)
- سكرايد (تأليف الحبكة)
- MADLAX (تأليف الحبكة)
- ترايجان (تأليف الحبكة)
- جانجريف (تأليف الحبكة)
- لجنة طلبة الإمتياز (تأليف الحبكة)
- الرمية الكبرى (تأليف الحبكة)
- الرمية الكبرى: بطولة الصيف (تأليف الحبكة)
- البدلة المتنقلة جاندام 00 (تأليف الحبكة)
- فانتوم: ريكوييم فور ذا فانتوم (تأليف الحبكة)
- عسل وبرسيم (تأليف الحبكة)
- سبايدر رايدرز (تأليف الحبكة)
- هايسكول اوف ذا ديد (تأليف الحبكة)
- كيشين هوكو ديمونبين (تأليف الحبكة)
- BTOOOM! (تأليف الحبكة)
- يورمنغاند (تأليف الحبكة)
- يورمنغاند PERFECT ORDER (تأليف الحبكة)
- جاندام بيلد فايترز (تأليف الحبكة)
- جاندام بيلد فايترز تراي (تأليف الحبكة)
- Please Teacher! (تأليف الحبكة)
- رينغ ني كاكيرو (تأليف الحبكة)
- أكاديميتي للأبطال (تأليف الحبكة)
- سورد آرت أونلاين ألترنيتيف: غان غيل أونلاين (تأليف الحبكة)

### أوفا أنمي
- هلسينغ Ultimate (تأليف الحبكة)

### أفلام أنمي
- فيلم البدلة المتنقلة جاندام 00: أ ويكينينغ أوف ذا تريلبليزر (تأليف النص)
- أكاديميتي للأبطال ذا موفي: البطلين (تأليف النص)

## وصلات خارجية
- يوسكي كورودا على موقع IMDb (الإنجليزية)
- يوسكي كورودا على موقع ميوزك برينز (الإنجليزية)
- يوسكي كورودا على موقع قاعدة بيانات الفيلم (الإنجليزية)
- يوسكي كورودا على موقع كينوبويسك (الروسية)
- يوسكي كورودا على موقع ANN person (الإنجليزية)